# Stylocheiron affine
Stylocheiron affine är en kräftdjursart som beskrevs av Hansen 1910. Stylocheiron affine ingår i släktet Stylocheiron och familjen lysräkor. Inga underarter finns listade i Catalogue of Life.